# Alpha Bank
Alpha Services and Holdings SA — финансовая компания, включающая третий по величине банк Греции Alpha Bank, а также занимающаяся страхованием и управлением активами; контролирует объекты жилой недвижимости и несколько отелей. Штаб-квартира — в Афинах. В июне 2018 года банк находился на 1626-м месте, уступая греческому Piraeus Bank (1606-е место) и Национальному банку Греции (1616-е место), в списке Forbes Global 2000 с выручкой 3,5 млрд долларов США, чистой прибылью 103 млн долларов США, активами 73 млрд долларов США (418-е место) и капитализацией 4,1 млрд долларов США. CEO с 1995 года являлся Димитриос Мандзунис (Δημήτριος Μαντζούνης).
В отделениях банка работают 11 727 сотрудников (2018). Сеть банка насчитывает 325 отделений, из них 324 в Греции и одно в Люксембурге. Дочерние банки имеются в Румынии, Кипре, Албании и Великобритании. Зарубежные филиалы приносят 11 % выручки банка.

## История
Основан в 1879 году Иоанисом Костопулосом (Ιωάννης Φ. Κωστόπουλος) как Торговый дом И. Ф. Костопулоса (Εμπορικός οίκος Ι.Φ. Κωστοπούλου) в городе Каламата, который вскоре после основания занимался банковской деятельностью. В 1916 году Иоанис Костопулос при поддержке Народного банка (Λαϊκή Τράπεζα) основал компанию с ограниченной ответственностью Банк И. Ф. Костопулоса (Τράπεζα Ι.Φ. Κωστοπούλου), которая два года спустя, в 1918-м, преобразована в акционерное общество Банк Каламе (Τράπεζα Καλαμών). В 1924 году Банк Каламе слился с банковским подразделением Торгового дома И. Ф. Костопулоса и был создан Греческий коммерческий кредитный банк (Τράπεζα Ελληνικής Εμπορικής Πίστεως) со штаб-квартирой в Афинах и сетью филиалов на юге Пелопоннеса. В годы экономического спада, которые последовали за Второй мировой войной, Греческий коммерческий кредитный банк, который в 1947 году был переименован в Коммерческий кредитный банк (Τράπεζα Εμπορικής Πίστεως) сумел продолжить развитие сети филиалов. В 1972 году банк был переименован в Кредитный банк (Τράπεζα Πίστεως), а в 1994 году — в Кредитный банк Alpha (Alpha Τράπεζα Πίστεως). В 1999 году банк приобрёл 51 % акций Ионийского банка (Ιονική Τράπεζα). В 2000 году произошло слияние двух этих банков с созданием Alpha Bank. В ходе долгового кризиса в Греции 2010 года 16 октября 2012 года французский банк Crédit Agricole продал банку за 1 евро греческий банк Emporiki Bank. Сделка закрыта 1 февраля 2013 года. В мае 2013 года банк провёл допэмиссию акций и рекапитализацию на 550 млн евро с участием хедж-фондов и государственного Греческого фонда финансовой стабильности (HFSF). В июне 2013 года завершено слияние банков Emporiki Bank и Alpha Bank. В сентябре 2014 года банк приобрел у корпорации Citigroup греческие отделения банка Citibank, в том числе операции с кредитными картами Diners Club.

## Собственники и руководство
Государственному Греческому фонду финансовой стабильности принадлежит 11 % акций банка, 82,5 % акций находятся в свободном обращении.